# Tetrode tia

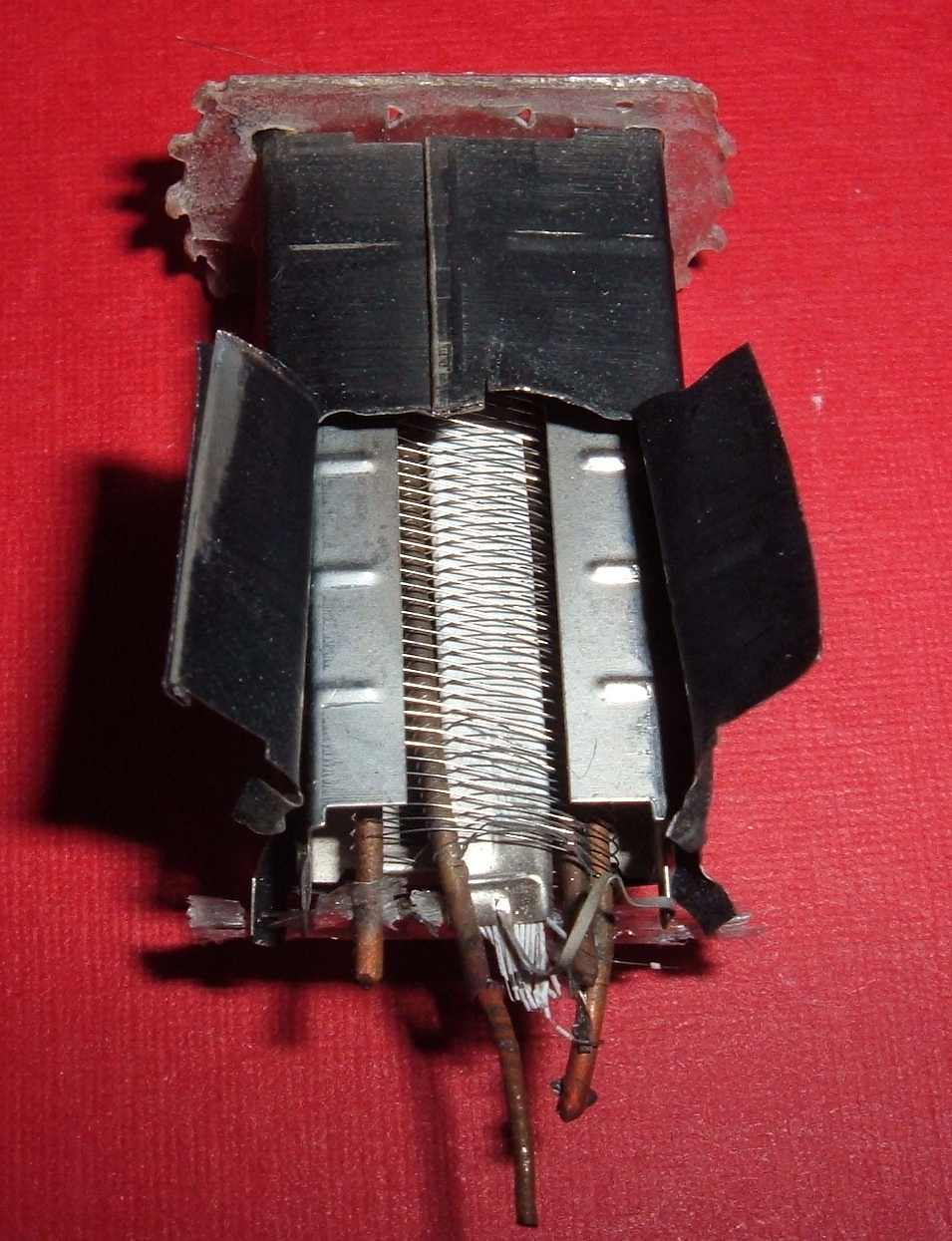
Bên trong một tetrode tia đã cắt mở anode. Các tấm chùm là cấu trúc màu bạc ở bên trái và bên phải

Tetrode tia hay đèn điện tử chân không 4 cực tia, đôi khi gọi là đèn công suất chùm tia (tiếng Anh: beam tetrode hoặc beam power tube) là loại đèn điện tử chân không 4 cực có các tấm tập trung chùm tia điện tử phụ trợ được thiết kế để tăng khả năng xử lý năng lượng và giúp giảm các hiệu ứng phát xạ không mong muốn. Những đèn này thường được sử dụng để khuếch đại công suất, đặc biệt là ở tần số âm thanh.
Cũng như hầu hết đèn điện tử chân không khác, ngày nay tetrode tia không còn được chế tạo và sử dụng.